# ستيفاني براكستون
ستيفاني براكستون (بالإنجليزية: Stephanie Braxton)‏ هي كاتبة سيناريو وممثلة أمريكية، ولدت في 11 ديسمبر 1944 في بوسطن في الولايات المتحدة.

## وصلات خارجية
- ستيفاني براكستون على موقع IMDb (الإنجليزية)
- ستيفاني براكستون على موقع ألو سيني (الفرنسية)
- ستيفاني براكستون على موقع قاعدة بيانات الفيلم (الإنجليزية)
- ستيفاني براكستون على موقع كينوبويسك (الروسية)